# Tío Alberto
Para la canción por Paul McCartney conocida comúnmente como "Tío Alberto" véase: "Uncle Albert/Admiral Halsey".
"Tío Alberto" también es el título de una canción por Joan Manuel Serrat de su obra discográfica "Mediterráneo".
Tío Alberto es una telenovela mexicana de TV Azteca, producida por Rossana Arau y Luis Vélez en 2000.
Protagonizada por Héctor Bonilla, Verónica Merchant y Mark Tacher, con las participaciones antagónicas de José Alonso y Verónica Langer.

## Argumento
Marcela es una estudiante universitaria que está perdidamente enamorada y sin ninguna esperanza de su compañero Eduardo Soler, sobrino del importante empresario Alberto Sotomayor. Ella trabaja sin saberlo en un restaurante propiedad de dicho empresario y un día accidentalmente es atropellada por este y ahí empiezan los cruces involuntarios entre ellos. Al mismo tiempo, el Tío Alberto hace del conocimiento de su familia su intención de no heredar a nadie de su familia y regalar todo su dinero a su muerte, con lo que empieza una serie de incidentes creados por estos para hacerlo cambiar de opinión y ser beneficiados con su herencia. Eduardo, al ir a visitar a Marcela por su accidente, se encuentra con su Tío Alberto y cree que está enfermo y se va a morir.
Eduardo, aprovechándose del amor de Marcela, la utiliza para su conveniencia, pidiéndole préstamos de dinero, coche y haciéndola desarrollar sus trabajos escolares para pasar la universidad. Es en una de estas visitas que se entera de que Marcela maneja una página web de corazones destrozados, para buscar el amor sublime.
En un principio el muchacho se burló de tan peculiar forma de romance, pero de repente comprendió que se le abría una posibilidad, Eduardo se apareció en la casa del Tío Alberto con una computadora, para motivarlo a mantener una comunicación por este medio.
La curiosidad pudo más que la prudencia y en poco tiempo el Tío Alberto sintió la necesidad de conocer personalmente a Marcela. Para sorpresa de Eduardo, después de pasar por el salón de belleza y el modisto, Marcela salió transformada en otra persona.
Fernando estaba seguro de que Marcela sería suya después de la muerte de su Tío y él sería el heredero. Pero estaba equivocado. El miedo que sentía Alberto por su edad se fue disipando cuando la presencia de la joven le inyectó un segundo aire que no esperaba.
La familia, al enterarse del otoñal romance del Tío Alberto, puso el grito en el cielo y acusó a Marcela de ser una oportunista. Hasta que llegó la inevitable propuesta de matrimonio. Marcela no quería aceptar porque las diferencias de edades no hacían que sintiera esa pasión que era necesaria para una relación.
El Tío Alberto le respondió que su propuesta de matrimonio jamás había sido pensada en términos de contrato de contraprestación sexual, solo quería su compañía. Marcela terminó aceptando el peculiar trato y la fecha de la boda se fijó de inmediato.
Como Eduardo lo esperaba, al poco tiempo, y sin que Marcela lo supiera, el Tío Alberto cambió su testamento dejándole a ella todo lo que poseía. Pero las cosas se estaban complicando. La presencia de Marcela en la vida de Alberto le había inyectado una nueva dosis de vida y el Tío mágicamente había comenzado a rejuvenecer.
Para colmo de males, Eduardo comenzaba a ver a Marcela con otros ojos. Pero involuntariamente para Marcela, ahora dueña de su destino, era el momento de la venganza. Eduardo tuvo su última y más genial idea. Era necesario crear las circunstancias para que el Tío conociera los placeres de la carne en el cuerpo de su joven esposa. Para sorpresa de Eduardo, el encuentro fue todo un éxito.

## Elenco
- Héctor Bonilla - Alberto Sotomayor
- Verónica Merchant - Marcela Díaz
- Mark Tacher - Eduardo Soler Sotomayor
- José Alonso - Enrique Sotomayor
- Verónica Langer - Maruja Sotomayor vda. de Soler
- Monserrat Ontiveros - Alina Lozano de Sotomayor
- Gabriel Porras - Pedro Franco
- José Carlos Rodríguez - Fernando Arévalo
- Mónica Dionne - Flor Soler Sotomayor de Arévalo
- Andrea González Dorsey - Albertina Arévalo Soler
- Ramón Adrian Rivera - Albertito Arévalo Soler
- Carlos Torres Torrija - Jacobo
- Fabiana Perzabal - Karla
- María del Carmen Farías - Rosa María Guerrero
- Alejandra Prado - Rosario Guerrero Guerrero de Soler
- Mauricio Fernández - Álvaro Sotomayor Lozano
- Lorenza Hegewischz - Susana
- Carmen Delgado - Vanessa
- América Gabriel - Silvia